# Aeroporto di Ōita
L'Aeroporto di Ōita (IATA: OIT, ICAO: RJFO) è un aeroporto civile giapponese situato presso la città di Kunisaki e a servizio della città di Ōita. Situato a 5 m s.l.m. e servito sia da voli domestici che internazionali, l'aeroporto dispone di un unico terminal passeggeri e di una pista in asfalto e calcestruzzo con orientamento con orientamento 01/19 lunga 3.000 metri.
In occasione di Expo Osaka 2025, il 17 marzo 2025 l'aeroporto è stato temporaneamente rinominato Aeroporto di Ōita Hello Kitty.